# درک مک‌کی
درک مک‌کی (انگلیسی: Derrick McKey؛ زاده ۱۰ اکتبر ۱۹۶۶) یک بازیکن بسکتبال اهل ایالات متحده آمریکا است. 